# Friedrich Ritschl

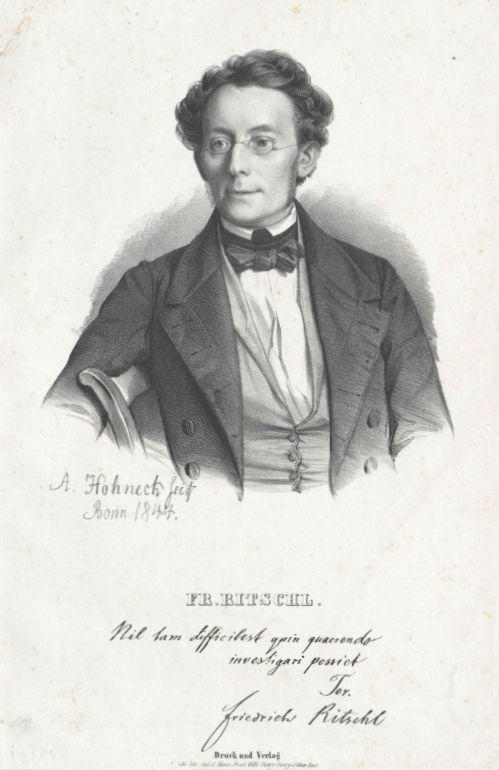
Friedrich Ritschl (Stich von Adolf Hohneck, 1844)

Friedrich Wilhelm Ritschl (* 6. April 1806 in Großvargula, Fürstentum Erfurt; † 9. November 1876 in Leipzig) war ein deutscher Altphilologe in Halle, Breslau, Bonn und Leipzig. Er gilt als Begründer der Bonner Schule der Klassischen Philologie, die sich vornehmlich der Textkritik widmete. Er erforschte die Grundlagen des Altlatein und verfasste eine kaum überschaubare Fülle an Arbeiten über die Sprachen, die Kultur und die Dichter der Antike.

## Leben
Friedrich Ritschl, Cousin des Theologen Albrecht Ritschl, war Sohn eines evangelischen Pfarrers. Seine Vorfahren entstammten dem ursprünglich böhmischen Rittergeschlecht Ritschl von Hartenbach. Er besuchte die Gymnasien in Erfurt und Wittenberg und studierte ab 1825 Philologie an der Universität Leipzig, wo er im Corps Lusatia aktiv war. 1826 wechselte er an die Friedrichs-Universität Halle. Sie promovierte ihn 1829 zum Dr. phil. Mit 27 Jahren wurde er als Professor an die Schlesische Friedrich-Wilhelms-Universität berufen. Für ihn prägend war eine längere Studienreise nach Italien 1836/37, auf der er über die Philologie hinausgehend einen ganzheitlichen Zugang zur Kultur, Kunst und Sprache der Antike fand. Im Frühjahr 1839 ging er an die Rheinische Friedrich-Wilhelms-Universität.
Dort lehrte er fast 26 Jahre lang Klassische Philologie. 1846/47 amtierte er als Rektor der Universität. Er dominierte die philologische Fakultät, die er nominell gemeinsam mit Friedrich Gottlieb Welcker führte. Als Nachfolger von Welcker übernahm er 1854 die Universitäts-Bibliothek. Im selben Jahr wurde er zum korrespondierenden Mitglied der Göttinger Akademie der Wissenschaften gewählt. Mit Otto Jahn leitete er bis 1861 das Akademische Kunstmuseum Bonn. Der gute Ruf seiner Seminare zog viele Studenten an, die später selbst berühmte Gelehrte wurden. 1867 wurde Ritschl in die Académie des Inscriptions et Belles-Lettres und 1868 in die American Academy of Arts and Sciences gewählt.
Zu seinen hervorragenden Schülern in Bonn und später in Leipzig gehörten u. a Otto Benndorf, Jacob Bernays, Franz Bücheler, Georg Curtius, Wolfgang Hubner, Wilhelm Ihne, Franz Emil Jungmann, Karl Heinrich Keck, Ottokar Lorenz, Friedrich Nietzsche, Otto Ribbeck, August Schleicher, Heinrich Stürenburg, Johannes Vahlen, Diederich Volkmann und Ernst Windisch.
Nach Konflikten mit Otto Jahn und Friedrich Gottlieb Welcker, was als „Bonner Philologenkrieg“ in die Universitätsgeschichte der Bonner Universität einging und zum Politikum hinsichtlich der Berufungsverhandlungen um seine Nachfolge wurde, verließ er 1865 das preußische Bonn und nahm im Königreich Sachsen eine Professur an der Universität Leipzig an. Sein wohl bekanntester Student, in Bonn sowie in Leipzig, war Friedrich Nietzsche, dessen akademische Laufbahn er besonders förderte und dem er zur ersten Professur in Basel verhalf. Friedrich Ritschl lehrte in Leipzig noch bis 1875 und starb dort im Alter von 70 Jahren. Er wurde im Ehrengrab der Universität Leipzig in der V. Abteilung des Neuen Johannisfriedhofs beerdigt.
Der Chirurg und Ordinarius Werner Wachsmuth war sein Urenkel.
Seine Sammlung von rund 6000 Dissertationen zu altertumswissenschaftlichen Themen kam 1878 als Schenkung an die Cambridge University Library und bildet dort die Ritschl Collection.

## Schriften (Auswahl)
- Die Alexandrinischen Bibliotheken unter den ersten Ptolemäern und die Sammlung der Homerischen Gedichte durch Pisistratus nach Anleitung eines plautischen Scholions; Breslau 1838
- Priscae Latinitatis monumenta epigraphica. Tabulae Lithographicae; 1862; Nachdruck 1968, ISBN 3-11-001417-3.
- Priscae Latinitatis epigraphicae supplementa quinque; 1862–1864; Nachdruck 1970, ISBN 3-11-001423-8.
- Opuscula philologica; 5 Bde., 1867–1879 (unter Mithilfe von Alfred Fleckeisen)
- Zur Geschichte des lateinischen Alphabets, Georgi, Bonn 1869 Digitalisat der HAAB Weimar
- Plautus; 4 Bde., 1871–1894
- Rheinisches Museum für Philologie. Zeitschrift für klassische Philologie; hg. v. F. W. Ritschl [von 1842–1869], J. D. Sauerländer´s Verlag, Frankfurt a. M.